# Baywatch
Baywatch (SOS Malibu, no Brasil; Marés Vivas em Portugal) é uma série televisiva norte-americana de sucesso sobre salva-vidas que patrulhavam as mais lotadas praias de Los Angeles, na Califórnia. A série durou de 1989 até 1999 (e 1999-2001 como Baywatch Hawaii). Segundo o Livro Guinness de Recordes Mundiais, Baywatch é o seriado de TV mais assistido de todos os tempos, com mais de 1,1 bilhão de telespectadores em 142 países no ano de 1996.
Gregory J. Bonann trabalhou como salva-vidas em Los Angeles, e iniciou-se um projeto de filme sobre salva-vidas que eventualmente se tornou Baywatch. Baywatch estreou na NBC em 1989, mas foi cancelado após apenas uma temporada devido ao elevado custo da sua produção e baixa audiência. Sentindo que a série ainda tinha grande potencial, David Hasselhoff a reavivou para o First-run syndication feito em 1991, investindo o seu próprio dinheiro e, adicionalmente trabalhando como produtor executivo. O programa resultou a um spin-off: Ou Tudo ou Nada e uma reunião para o filme Baywatch: Casamento no Havaí.
Em 1999, uma versão australiana foi planejada e os atores viajaram para Sydney para a filmagem. A ideia era mostrar todas as estrelas no piloto, interagindo como uma organização local: a de salvar vidas, e, assim, ajudar a lançar "Baywatch Downunder". Um piloto foi filmado, mas a série foi interrompida quando residentes de Avalon faerem fortes acusações, incluindo danos potenciais para o ecossistema frágil. O município de Avalon foi excluído permanentemente de todas as futuras filmagens, e o piloto não transmitido demorou mais de um ano só para ser analisado pelos críticos e espectadores.
Na 10 ª temporada, o local de gravação foi alterado para o Havaí e o nome foi alterado para o Baywatch Hawaii.
Em 2003, David Hasselhoff decidiu ainda reunir os personagens mais carismáticos que fizeram parte da série para gravar um filme no Havaí, intitulado "Baywatch: Hawaiian Wedding".
Em março de 2024, a rede americana Fox (Fox Broadcasting Company) anunciou que encomendou um piloto (primeiro episódio) de Baywatch. O projeto, classificado como remake, conta com a produção executiva do trio de criadores da trama original.

## Enredo
A estrela da série é David Hasselhoff, da famosa série de TV Knight Rider, interpretando Mitch Buchannon. Hasselhof foi o único a atuar em todas as temporadas, seguido por Michael Newman, que fez 10 das 11 temporadas. Baywatch foi centrado em torno do trabalho de uma equipe de salva-vidas e suas relações interpessoais, com situações normalmente centradas sobre os perigos relacionados com a praia e outras atividades pertinentes para as praias de Califórnia (mais tarde Havaí). Tudo, desde tremores de terra para ataques de tubarões assassinos de série e até mesmo bombas nucleares, serviram como sinopse para conflitos na série. Como salvar as pessoas de afogamento tendiam a ser um dos mais utilizados em situações típicas do programa. Assim, uma marca registrada do show foi o movimento lento dos corpos atraentes dos salva-vidas correndo, mais notavelmente feito por Pamela Anderson, Yasmine Bleeth, Alexandra Paul, e David Charvet, juntamente com Hasselhoff durante o ápice do programa.
Depois da temporada 1998-1999, muitos membros do elenco decidiram e roteiristas deixaram a série e começaram reciclar histórias utilizadas em temporadas anteriores.

## Elenco
Muitos diferentes atores e atrizes foram mostrados durante a longa série mas a maioria aparecem apenas em algumas temporadas. Alguns dos personagens que se tornaram famosos foram Pamela Anderson, Yasmine Bleeth, Carmen Electra, Erika Eleniak, Donna D'Errico, Nicole Eggert, David Chokachi, Gena Lee Nolin, Jaason Simmons, e Kelly Slater, um surfista profissional, entre muitos outros. Erin Gray, ex-estrela de Silver Spoons e Buck Rogers, esteve no elenco.
As onze temporadas das séries tratadas com uma tripulação bronzeada, musculosa maioritariamente do sexo masculino, mulheres salva-vidas com seios fartos. Foi a primeira série de uma rede de TV mostrar frequentes closes nos seios grandes.
Baywatch foi mais notável - alguns poderão dizer "notorious" - pois a maioria de suas atrizes iam tirando suas roupas de salva-vidas para a Playboy. A maior parte das atrizes apareceu na Playboy no auge da sua fama em Baywatch, enquanto Pamela Anderson e Carmen Electra já tinha aparecido antes mesmo da série. Yasmine Bleeth, que interpretou Caroline Holden, foi, pelo menos, a única atriz de Baywatch que ofereceram US$ 750.000,00 em 1998, para posar nua, mas recusou, dizendo que ela nunca aceitaria.

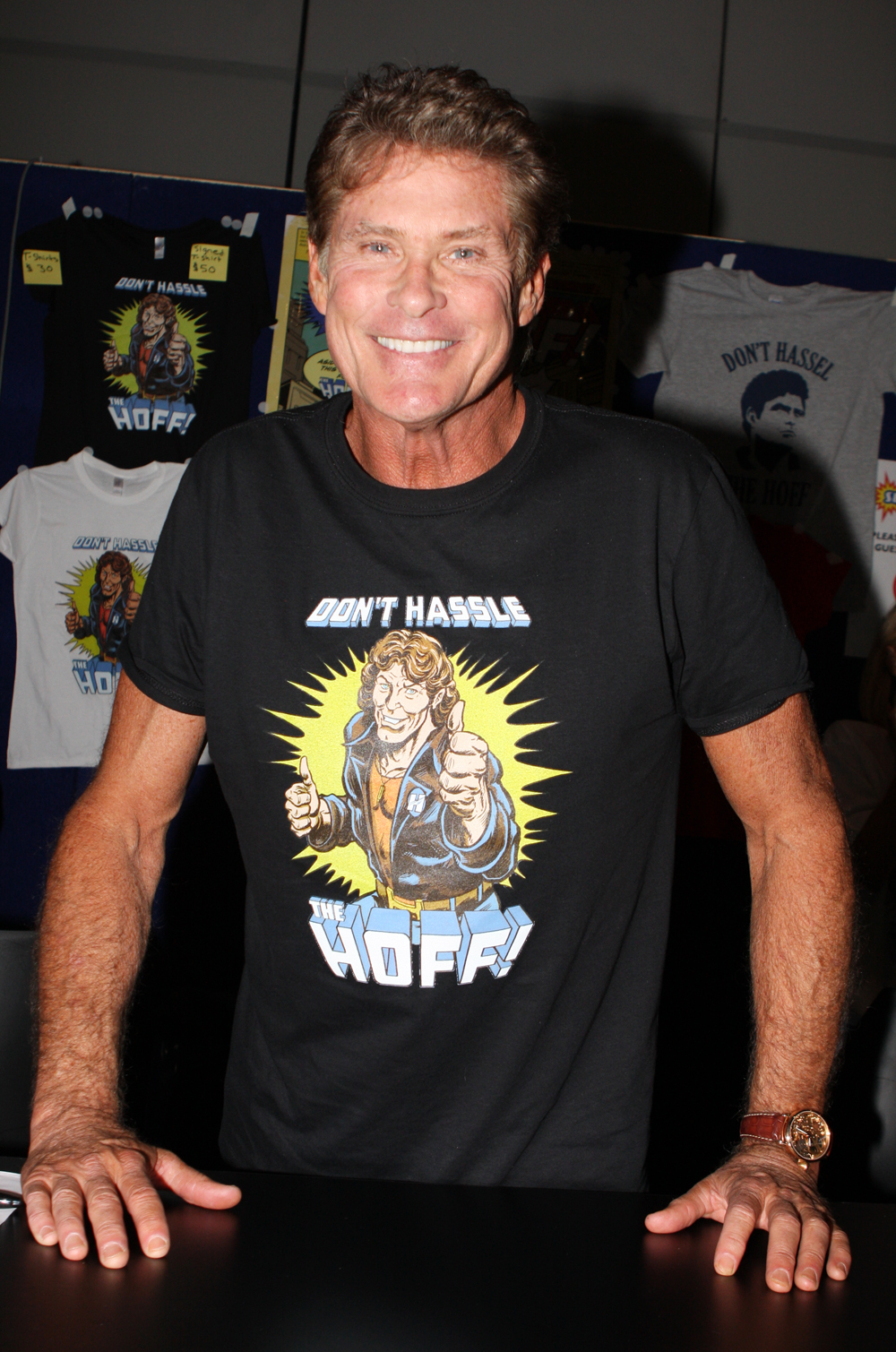
David Hasselhoff

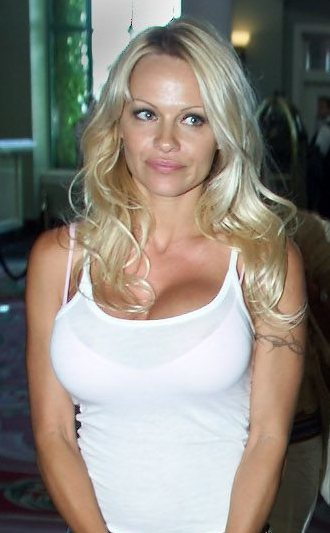
Pamela Anderson

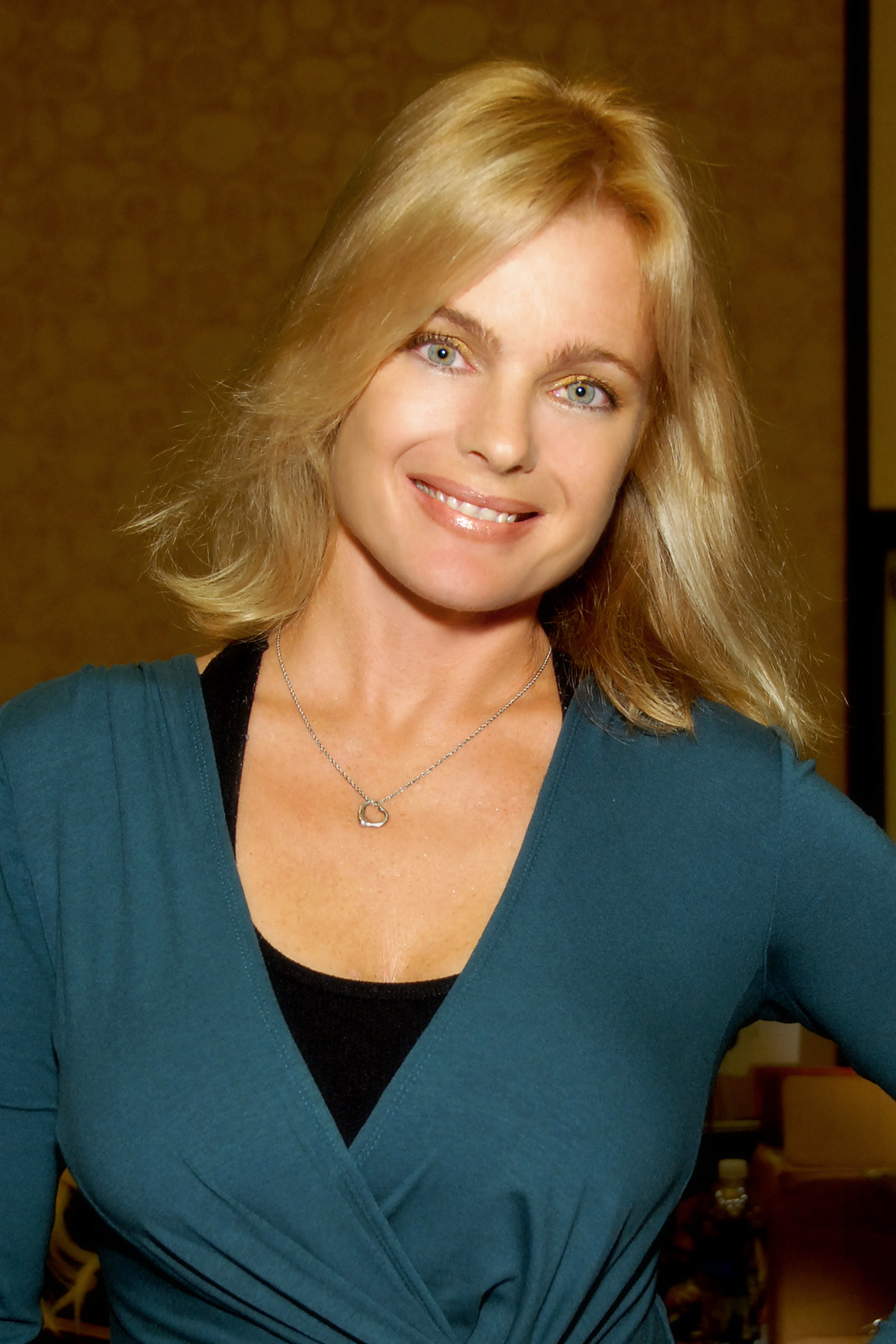
Erika Eleniak

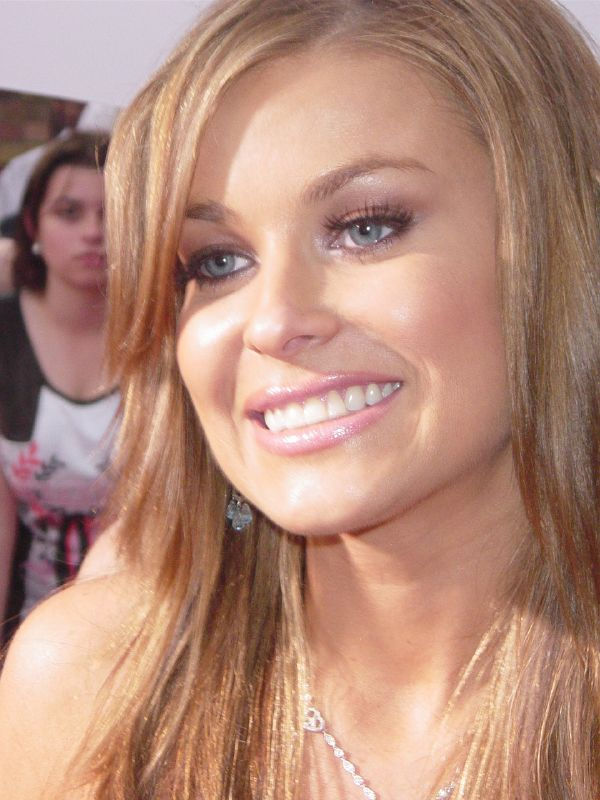
Carmen Electra

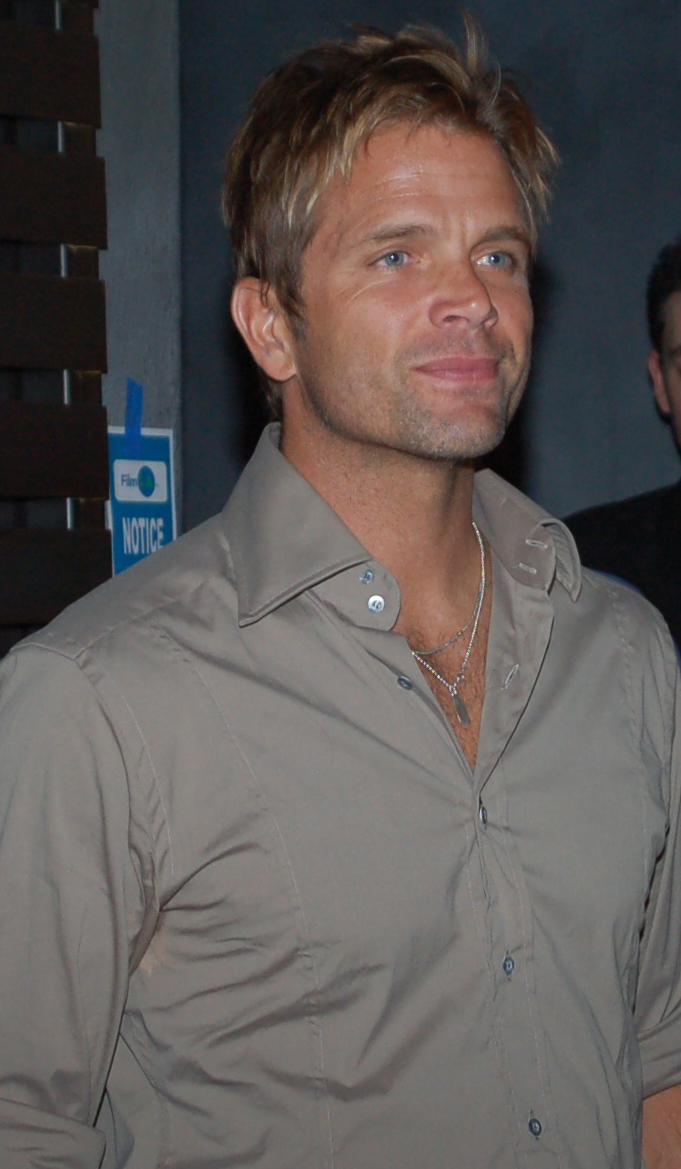
David Chokachi

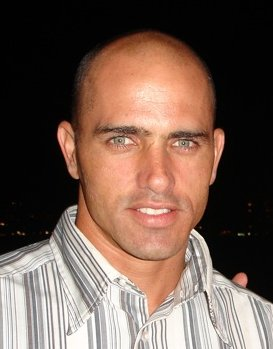
Kelly Slater

### Baywatch (1989 - 1999)
| Ator                        | Personagem           | Temporadas               |
| --------------------------- | -------------------- | ------------------------ |
| David Hasselhoff            | Mitch Buchannon      | 1989 - 2000              |
| Michael Newman              | Mike 'Newmie' Newman | 1989 - 2001              |
| John Allen Nelson           | John D. Cort         | 1989 - 1995              |
| Parker Stevenson            | Craig Pomeroy        | 1989 - 1990, 1997 - 1999 |
| Gregory Alan Williams       | Garner Ellerbee      | 1989 - 1995              |
| Erika Eleniak               | Shauni McClain       | 1989 - 1992              |
| Billy Warlock               | Eddie Kramer         | 1989 - 1992              |
| Monte Markham               | Don Thorpe           | 1989 - 1992              |
| Brandon Call Jeremy Jackson | Hobie Buchannon      | 1989 - 1990 1991 - 1999  |
| Peter Phelps                | Trevor Cole          | 1989 - 1990              |
| Holly Gagnier               | Gina Pomeroy         | 1989 - 1990              |
| Shawn Weatherly             | Jill Riley           | 1989 - 1990              |
| Alexandra Paul              | Stephanie Holden     | 1992 - 1997              |
| Pamela Anderson             | C.J. Parker          | 1992 - 1997              |
| David Charvet               | Matt Brody           | 1992 - 1995              |
| Nicole Eggert               | Summer Quinn         | 1992 - 1994              |
| Kelly Slater                | Jimmy Slade          | 1992 - 1993              |
| Yasmine Bleeth              | Caroline Holden      | 1994 - 1997              |
| Jaason Simmons              | Logan Fowler         | 1994 - 1996              |
| Gena Lee Nolin              | Neely Capshaw        | 1995 - 1998              |
| David Chokachi              | Cody Madison         | 1995 - 1999              |
| Traci Bingham               | Jordan Tate          | 1996 - 1998              |
| Donna D'Errico              | Donna Marco          | 1996 - 1998              |
| José Solano                 | Manny Gutierrez      | 1996 - 1998              |
| Nancy Valen                 | Samantha Thomas      | 1996 - 1997              |
| Michael Bergin              | J.D. Darius          | 1997 - 2001              |
| Kelly Packard               | April Giminski       | 1997 - 1999              |
| Marliece Andrada            | Skylar Bergman       | 1997 - 1998              |
| Angelica Bridges            | Taylor Walsh         | 1997 - 1998              |
| Carmen Electra              | Lani McKenzie        | 1997 - 1998              |
| Brooke Burns                | Jessie Owens         | 1998 - 2001              |
| Mitzi Kapture               | Alex Ryker           | 1998 - 1999              |

### Baywatch Hawaii (1999 – 2001)
| Ator                   | Personagem      | Temporadas  |
| ---------------------- | --------------- | ----------- |
| David Hasselhoff       | Mitch Buchannon | 1989 - 2000 |
| Michael Bergin         | J.D. Darius     | 1997 - 2001 |
| Brooke Burns           | Jessie Owens    | 1998 - 2001 |
| Jason Brooks           | Sean Monroe     | 1999 - 2001 |
| Brandy Ledford         | Dawn Masterson  | 1999 - 2000 |
| Simmone Jade Mackinnon | Allie Reese     | 1999 - 2000 |
| Jason Momoa            | Jason Ioane     | 1999 - 2001 |
| Stacy Kamano           | Kekoa Tanaka    | 1999 - 2001 |
| Krista Allen           | Jenna Avid      | 2000 - 2001 |
| Charlie Brumbly        | Zach McEwan     | 2000 - 2001 |
| Brande Roderick        | Leigh Dyer      | 2000 - 2001 |
| Alicia Rickter         | Carrie Sharp    | 2000 - 2001 |

## Música Tema
A primeira música tema, que acompanhou o episódio piloto e a primeira temporada foi Above the Waterline por Kim carnes. A edição de DVD da primeira temporada, o tema principal original foi substituído pela canção Strong Enough, gravada por Bryan Olson (de seu álbum, Áudio).
O tema original da NBC era Save Me, gravado por Peter Cetera, com Raitt Bonnie na guitarra e Richard Sterban, cantor de The Oak Ridge Boys, como um dos vocalistas de fundo.
Para a temporada do First-run syndication, um novo tema foi gravada pelo Jimi Jamison (de Survivor) substituindo Save Me: I'll Be Ready, embora, por engano é atribuído ao ator David Hasselhoff.
Quando os episódios da NBC começaram a ir ao ar cinco vezes por semana com todos os do First-run syndication, o tema de abertura foi alterado para uma versão mais curta do I'm Always Here, com algumas imagens da abertura original da NBC mantida.
Daivd Hasselhoff cantou Current of Love como o tema final da 2ª à 4ª temporada. Juntamente com Laura Branigan cantou I Believe como o tema final da 5ª temporada.
Em 2006, remixes do tema oficial de Baywatch, I'll Be Ready foram disponibilizadas por Naughty Boy e Sunblock como singles. A versão de Naughty Boy Phat Beach (I'll Be Ready) atingido a 36ª posição sobre a gráficos do Reino Unido, enquanto a versão do Sunblock, I'll Be Ready ficou nos mesmos gráficos, na posição de nº 4, uma semana mais tarde.
Também uma versão altamente popular de I'm Always Here por Andrew Spencer e Pit Bailay foi liberada em 2005/2006.
Uma versão instrumental da canção aparece no episódio "Battles" do programa de televisão inglês Spaced.

## Liberação para filme
Em 2004, a DreamWorks anunciou que tinha comprado os direitos para criar um novo filme Baywatch. Jessica Simpson foi oficialmente contratada para ser CJ Parker. O filme iria ser lançado em 2006, mas isso nunca aconteceu e não existe nenhuma palavra sobre o futuro do filme. No entanto, Keeley Hazell disse inúmeras vezes na revista FHM Australiana que é contratada para aparecer em um novo filme Baywatch.

## Edição de DVD
EUA:  Em Junho de 1999 um único DVD foi lançado com dois episódios das duas temporadas originias (Nightmare Bay  parte 1 e 2 da 2ª temporad e River of No Return parte  1 e 2 da 3ª temporada). Esses episódios não estão presentes nos box americanos das suas respectivas temporadas mencionadas a seguir.
As primeiras três temporadas desde já foram libertadas em DVD pela First Look Studios. Temporadas 2 e 3 foram libertadas em  31 de Outubro, 2006. Cada um box dessas temporadas possuem um disco com epsódios da 1ª temporada. Fãs precisarão comprar as temporadas de 2 a 7 para concluir a 1ª temporada, e serão capazes de enviar para a First Look para mandarem o Box para guardar os 6 discos da 1ª temporada. Estes lançamentos não contêm a canção tema original, foram removidos devido aos acordos de direitos do autor. Em 11 de Fevereiro de 2007 Evan Ashleigh foi nomeada a Oficial Babe (a garota mais sensual) de Baywatch no DVD pelos eleitores em www.BaywatchOnDVD.com.
Austrália: Temporadas de 1 a 4 foram lançadas em box de edição do colecionador.
Alemanha: Temporadas de 1 à 11 já foram lançadas. Estas versões são apresentadas exatamente como foram originalmente exibidas, embora com créditos de língua alemã.
Suécia: Temporadas de 1 a 3 já foram lançadas.